# Champ volcanique de Fort Portal
Ne doit pas être confondu avec Fort Portal.
Le champ volcanique de Fort Portal est un champ volcanique de l'Ouganda.

## Géographie
Le champ volcanique de Fort Portal est situé en Afrique de l'Est, dans le sud-ouest de l'Ouganda, dans le centre de la branche occidentale de la vallée du Grand Rift. Il est entouré par le lac Albert au nord-est, la ville de Fort Portal et le lac Georges au sud et le Rwenzori au sud-ouest.
Ce champ volcanique, allongé selon un axe ouest-sud-ouest-nord-nord-est et reposant sur un socle de gneiss du Précambrien, est composé d'une cinquantaine de maars et de cônes de tuf de carbonatite et de foïdite dont certains sont occupés par des lacs, le tout répartit sur 145 km2.

## Histoire
La date de formation du Fort Portal est inconnue mais les maars et les cônes semblent s'être formés de la fin du Pléistocène à l'Holocène, la dernière éruption s'étant produite vers 2120 av. J.-C. ± 100 ans.